# Griu
El griu o grifó és una criatura mitològica ferotge i perillosa que té el cap i les potes de davant d'ocell rapaç gegant, amb plomes daurades, urpes esmolades i un bec ganxut. Les musculoses potes de darrere i la cua són de lleó. La paraula prové del llatí ''grypus'', manllevat del grec γρυψ, genitiu γρυπός, que significa animal fabulós mig ocell, mig lleó amb potes i urpes daurades i un bec ganxut. En català antic també es deia grifó.

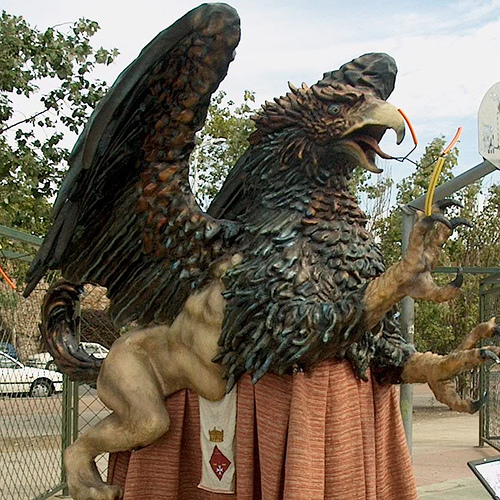
Griu d'Artesa de Lleida

Cal no confondre'l amb l'opinicus, un animal semblant però amb les potes davanteres també de lleó. Tradicionalment, el lleó ha estat sempre el rei dels animals terrestres i les àligues són els més majestuosos de tots els ocells. El griu reunia les millors característiques de cada un. Era, al mateix temps, rei de la terra i rei del cel, per això se'l considerava un animal noble. Tot i la seva perillositat mags i déus n'han pogut domesticar. Apol·lo, déu de la música i la medicina, ho va aconseguir segons relata una llegenda grega: ell va anar a cercar un griu per domesticar-lo, i quan va tornar en muntava un. Tot tipus de mags i déus els domesticaven per custodiar tresors. El déu Apol·lo en va contractar un per a protegir el seu tresor dels atacs dels arimaspes. El déu Dionís també va tenir tractes amb grius perquè li protegissin les seves gerres de vi.
El seu origen és Mesopotàmia. Els grius apareixen en dibuixos i gravats de fa 5 000 anys, que s'han trobat en diversos santuaris i tombes egipcis i perses. Construeixen els seus nius als cims de les muntanyes de Mongòlia, això els permet tenir una perspectiva de visió immillorable del seu territori. També es diu que vivien al país dels hiperboris. S'alimenten de carn crua (sobretot de cavall), per això de tant en tant surten a caçar. Quan els grius cacen, planegen pel seu territori per buscar una presa, de vegades aterren i ho fan a peu. Quan en troben una, baixen en picat i la recullen amb les seves urpes d'àliga gegant. Sempre miren de no topar amb cap lleó ni elefant. No els agrada gens que un ésser humà transiti tranquil pels seus dominis, si en veuen un, l'agafen amb les urpes i el pugen molt amunt; quan són a una certa alçada el deixen anar perquè caigui lliurement i quedi esclafat en impactar contra terra. Sobre la seva reproducció no se'n saben gaires coses, però el fet que construeixin nius ja ens fan pensar que són ovípars; si un griu mascle s'ajunta amb una euga formen un híbrid, l'hipogrif.

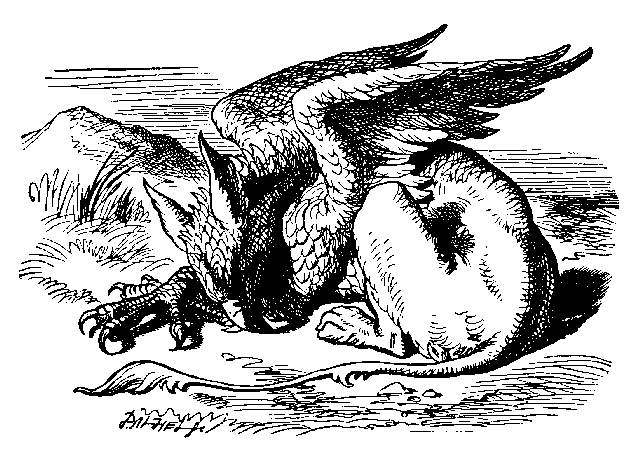
Un dibuix d'un griu de John Tenniel per a Alícia al país de les meravelles de Lewis Carroll.

La font de coneixement sobre aquests éssers mitològics han estat llegendes i les rondalles de l'Àsia i de l'est d'Europa que s'explicaven oralment i es transmetien de pares a fills sense que fossin escrites. Això vol dir que, amb el pas del temps, sovint la realitat quedava transformada i això ha creat moltes incògnites. Arístees, un viatger i poeta grec del 625 aC, va ser el primer que va estudiar els grius. Va recollir totes aquestes històries, escoltant-les i escrivint-les; després les va estudiar i hi va establir relacions. Els seus estudis van inspirar nombrosos artistes grecs i romans que representaven els grius atacant cérvols i cavalls o estirant els carros dels déus. Els romans en feien escultures amb finalitats decoratives: les posaven com a potes de les taules i a les parets.
Altres històries ens expliquen que els grius es delien per l'or. El buscaven als deserts asiàtics, especialment al desert del Gobi. En aquest desert de l'Àsia es van originar moltes de les rondalles sobre els grius perquè ells hi freqüentaven molt allà. Algunes llegendes donen una explicació en aquest fenomen: diuen que l'utilitzaven per fer els seus nius, perquè com que és un metall molt noble poden estar segurs que els seus nius no s'oxidaran.
Diem que el griu és una criatura mitològica perquè ve dels mites de tradició oral i de les creences antigues dels grecs, els egipcis, els perses i d'altres cultures. Una hipòtesi planteja que l'origen real dels grius és en els nombrosos fòssils i esquelets de dinosaures de la família Ceratopsidae que s'han trobat als deserts de l'Àsia, especialment els de Mongòlia. Aquests fòssils i esquelets pertanyen a uns éssers que tenien un bec ganxut, una cua llarga i peülles amb molts dits.

Un griu a l'escut de la ciutat d'Anklam, Mecklemburg-Pomerània Occidental

A l'edat mitjana la figura del griu, i també la de moltes altres criatures mitològiques, no representava el mateix que en l'època clàssica. El poeta italià Dante Alighieri (1265-1321) va escriure molt sobre els grius, però sobre els grius com a símbols de Crist. Al contrari, altres escriptors de l'època mitjançaven la figura del griu per representar el dimoni. El griu també apareix en nombrosos escuts heràldics de famílies nobles: representava el poder de la vista de l'àliga i el de la rapidesa del lleó, que són les virtuts principals dels grius.
Un opinicus és un animal mitològic molt semblant al grifó però amb les potes davanteres també de lleó.